# Union von Brest
Die Union von Brest (lateinisch Unio Brestensis, polnisch Unia brzeska, ukrainisch Берестейська унія) war ein Vertrag zwischen führenden Vertretern der ruthenischen orthodoxen Kirche und der römisch-katholischen Kirche in Polen-Litauen. Sie beinhaltete einen Anschluss der orthodoxen Eparchien an die Struktur und das Kirchenrecht der katholischen Kirche unter Beibehaltung des byzantinisch-orthodoxen Ritus in Liturgie und geistlicher Praxis. Sie wurde 1596 in Brest beschlossen und ist eines der zentralen Ereignisse der politischen und konfessionellen Geschichte Ostmitteleuropas in der Frühen Neuzeit. Aus ihr entstand die unierte griechisch-katholische Kirche in Polen-Litauen. Die Union von Brest führte zu einer Spaltung unter den Orthodoxen, da ein beträchtlicher Teil der orthodoxen Geistlichen sowie breite Bevölkerungsschichten sie in Anlehnung an das Ökumenische Patriarchat von Konstantinopel nicht anerkannten.

## Vorgeschichte

Orthodoxe Bevölkerung (grün) in Polen-Litauen 1573

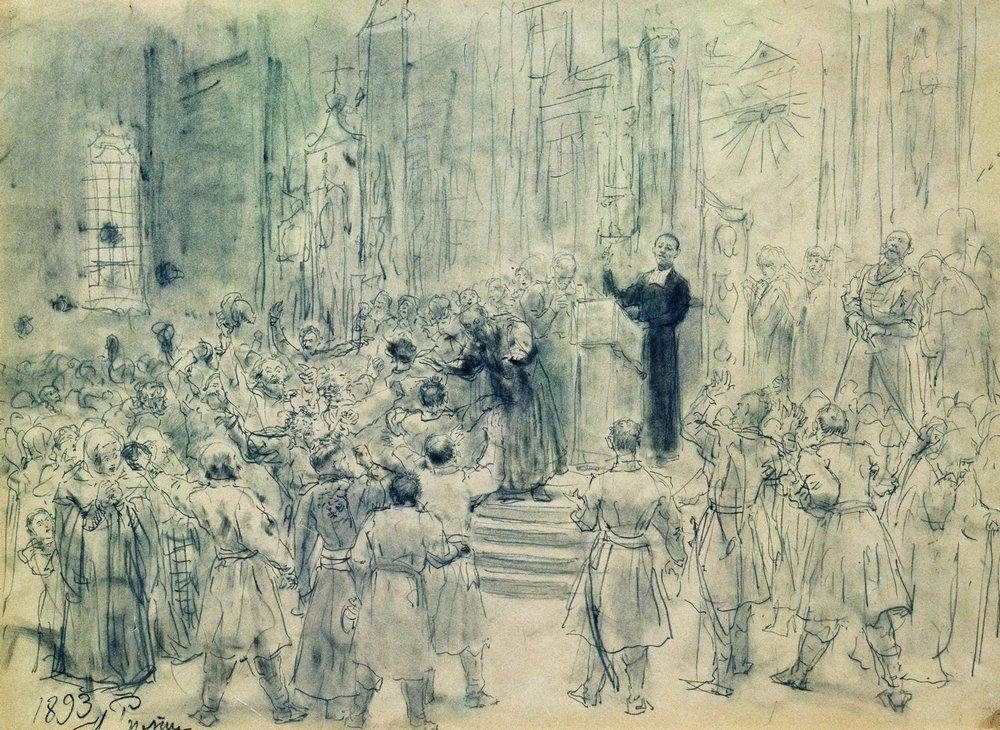
Jesuit wirbt bei der Bevölkerung von Witebsk für die Union, Zeichnung von Ilja Repin, 1893

Die westlichen Gebiete der Kiewer Rus gehörten seit 1341 zum Königreich Polen und dem Großfürstentum Litauen. Die orthodoxe Bevölkerung konnte in den katholischen Ländern jedoch ihre Strukturen aufrechterhalten.
Nach der Union von Lublin 1569, die das Großfürstentum Litauen und das Königreich Polen zu einer Personalunion zusammenschloss, wuchs in der ruthenischen orthodoxen Kirche das Bestreben nach einer Union mit der römisch-katholischen Kirche, auch, um gleichberechtigt mit dem katholischen Klerus zu sein, der im Zuge der Katholischen Reform eine Aufwertung erfahren hatte. Mangelnde theologische Ausbildung und verbreiteter moralischer Verfall innerhalb des orthodoxen Klerus mit Ämterkauf (Simonie) und Konkubinaten der Geistlichen erhöhten nun den Reformdruck.
Die Jesuiten warben intensiv um eine Kirchenunion bei der orthodoxen Bevölkerung. Einen besonderen Einfluss hatten dabei Schriften von Peter Skarga und Benedikt Herbest.
1590 verabschiedeten die ruthenischen orthodoxen Bischöfe erstmals eine Erklärung, in der sie ihren Willen zu einer Union mit der römisch-katholischen Kirche bekundeten. 1594 verabschiedeten die Bischöfe das Decretum de recipienda et suscipienda communione Sanctae Romanae Ecclesiae, in dem sie ihre Vorstellungen formulierten.
1592 erklärte König Sigismund seine begeisterte Zustimmung. Doch der im litauischen Reichsteil einflussreiche Fürst Ostrogskyj konnte sowohl den niederen Klerus als auch manche um die Selbständigkeit ihrer einträglichen Bistümer besorgten Bischöfe hinter sich bringen und in Brest unter dem Vorsitz des Vertreters des Patriarchen von Konstantinopel versammeln.

## Union von Brest

### Verhandlungen in Krakau
Am 12. Juni 1595 schrieben Metropolit Michael Rahoza und die Bischöfe von Wolodymyr, Luzk und Pinsk Briefe an Papst Clemens VIII. und König Sigismund III. von Polen. Im Anschluss reisten die Bischöfe Kyrill Terlecki und Hypatios Pociej nach Krakau, wo sie mit Vertretern des Königs und dem Apostolischen Nuntius die Bedingungen einer Union verhandelten. Am 2. August erklärte König Sigismund, dass er die Rechte und Besitzungen der ruthenischen Kirche erhalten werde, dass der ruthenische Klerus die gleichen Rechte wie der katholische Klerus erhalte, dass die Kirchen und Klöster nicht latinisiert werden und weitere Rechte und Garantien. Der apostolische Nuntius bestätigte die Regelungen.

### Verhandlungen in Rom
Daraufhin reisten Kyrill Terlecki und Hypatios Pociej nach Rom, wo sie am 25. November ankamen. Sie wurden von Papst Clemens VIII. und den dortigen Prälaten begeistert empfangen. Es wurden Sonderregelungen wie der Verzicht auf das filioque im Glaubensbekenntnis und die Beibehaltung des Julianischen Kalenders vereinbart. In der Bulle Magnus Dominus et laudabilis erklärte Papst Clemens VIII. die Rückkehr der ruthenischen Bischöfe in die katholische Kirche und berichtete über die Entstehung der Union, die Ankunft der Bischöfe in Rom und die besonderen Vereinbarungen. In einem Brief vom 7. Februar 1596 forderte er die ruthenischen Bischöfe auf, in einer Synode ihre Zustimmung zur Union zu erklären. In weiteren Schreiben bat er den König, die Fürsten und Magnaten in Polen-Litauen, die neue Kirche unter ihren Schutz zu stellen.
Im März 1596 waren die beiden Bischöfe wieder in Luzk.
Im Mai kam es im Sejm in Warschau zu Widerstand der ruthenischen orthodoxen Abgeordneten, angeführt von Kostjantyn Ostroskyj, dem mächtigen Woiwoden von Kiew. Er hatte den Gesandten an den Papst noch Bewaffnete nachgesandt, um sie aufzuhalten – aber ohne Erfolg. Daraufhin machte er sich in Begleitung einer kleinen Armee orthodoxer Adeliger und mit Unterstützung protestantischer litauischer Adliger auf den Weg nach Brest. Die orthodoxen Bruderschaften in Wilna und Lwiw riefen die Gläubigen zum Widerstand gegen die Union auf.
Am 12. Juni verkündete König Sigismund III., dass die orthodoxe Kirche sich der römisch-katholischen Kirche anschließen werde. Am 21. August berief Metropolit Michael Rahoza eine Synode für den 6. Oktober ein.

### Synode von Brest
Am 6. Oktober 1596 versammelten sich sechs orthodoxe Bischöfe und weitere Geistliche mit Vertretern der römisch-katholischen Kirche und des polnischen Königs in der Nikolaikirche in Brest. Nicht eingeladen waren zwei Bischöfe und die orthodoxen Geistlichen, die die Union ablehnten.
Am 9. Oktober verlas nach einem feierlichen gemeinsamen Gottesdienst Erzbischof Germanos Zahorski von Połock die Zustimmung der anwesenden orthodoxen Geistlichen zur Union. Danach zogen alle Teilnehmer in die katholische Marienkirche und feierten noch einmal das Te Deum.
Am 10. Oktober wurden die ablehnenden orthodoxen Bischöfe, Archimandriten und andere Geistliche offiziell ihrer Ämter enthoben.

### Ergebnisse
Die orthodoxen Eparchien unterstellten sich kirchenrechtlich und organisatorisch dem Papst, die Liturgie und das geistliche Leben folgten weiter dem byzantinisch-orthodoxen Ritus.

### Unterzeichner
Die Union von Brest wurde unterschrieben von
Orthodoxe Vertreter
- Metropolit Michael Rahoza von Kiew
- Erzbischof Germanos Zahorski von Połock
- Bischof Kyrill Terlecki von Łuck
- Bischof Hypatios Pociej von Włodzimierz
- Bischof Dionysios Zbirujski von Chełm
- Bischof Jonas Gogol von Pińsk
- Archimandrit Gedeon Brolnicki des Lawryszawa-Klosters

sowie einige weitere Geistliche.
Römisch-katholische Vertreter
- Erzbischof Jan Dymitr Solikowski von Lwiw
- Bischof Bernard Maciejowski von Łuck
- Bischof Stanisław Gomoliński von Chełm
- Pater Piotr Skarga, Jesuit
- Woiwode Mikołaj Krzysztof Radziwiłł von Troki als Vertreter des polnischen Königs
- Großkanzler Lew Sapieha des Großherzogtums Litauen

sowie weitere Geistliche und Adlige

## Gegner
Die meisten orthodoxen Geistlichen und der orthodoxe Adel lehnte die Union in der vorgesehenen Form ab.
Am 6. Oktober trafen sich ihre Vertreter zu einer eigenen Versammlung in Brest.
Teilnehmer waren
- Protosynkellos Nikephoros für den Patriarchen von Konstantinopel
- Exarch Kyrillos Loukaris des Patriarchen von Alexandria
- Bischof Gedeon Balaban von Lemberg
- Bischof Michael Kopystynski von Przemysl
- Archimandrit Nikephoros Tur des Kiewer Höhlenklosters
- Woiwode Konstanty Ostrogski von Kiew

sowie die Vorsteher der meisten orthodoxen Klöster, weitere Geistliche, Vertreter der orthodoxen Bruderschaften und des orthodoxen Adels.
Sie erklärten die Union für nicht gültig, da sie ohne Zustimmung der orthodoxen Patriarchen und eines ökumenischen Konzils erfolgt seien.
Den unierten Bischöfen entzogen sie die Anerkennung als orthodoxe Geistliche.

## Folgen

### Polen-Litauen
Die meisten Kirchen und Klöster gingen auf Anordnung des polnischen Königs zur unierten Kirche über.
Die beiden orthodoxen Bischöfe, die der Unionsversammlung ferngeblieben waren, wurden von der unierten Kirche für abgesetzt erklärt und mit dem Bann (Anathema) belegt. König Sigismund III. entzog ihnen alle geistlichen Rechte. Die Eparchien von Lwiw und Przemyśl blieben zunächst orthodox, ebenso Klöster, wie das Kiewer Höhlenkloster und die Klöster von Supraśl, Żydaczów und Derman. Widerstand kam auch von den orthodoxen Bruderschaften, besonders in Lemberg, Vilnius und Kiew.
„Zwei Bischöfe, zahlreiche Klöster, Tausende von Kirchen und Hunderttausende, wenn nicht Millionen orthodoxer Gläubiger galten nun als Gesetzesbrecher.“ Damit hatte der König in Galizien mit Lwiw und Przemyśl erheblich an Einfluss verloren, nur Wolhynien und die belarussischen Eparchien unterstützten die Union.
1620 setzte Patriarch Theophanes III. von Jerusalem wieder einen orthodoxen Metropoliten von Kiew und einige weitere orthodoxe Bischöfe ein, allerdings ohne die Zustimmung des polnischen Königs und ohne reale Amtsführung der Bischöfe. Erst 1632 erkannte König Władysław IV. der orthodoxen Kirche einen Rechtsstatus zu.
Nachdem sich allerdings die Linksufrige Ukraine sowie Kiew ab 1654 dem Russischen Reich angeschlossen hatten, verloren die in Polen-Litauen verbliebenen orthodoxen Eparchien an Einfluss und wurden von staatlicher Seite massivem Druck ausgesetzt. Bis Ende des 17. Jahrhunderts waren fast alle Kirchen und Klöster zur unierten Kirche übergetreten, 1702 auch die Eparchie Lwiw.

### Russisches Reich
Kiew kam 1648 unter die Kontrolle der Kosaken und 1667 zum Russischen Reich. Dort wurde die unierte Kirche aufgelöst. Nach der Teilung Polens 1795 entstanden in den zum Russischen Reich gekommenen Gebieten wieder orthodoxe Eparchien. Die dortigen unierten Gemeinden traten nach dem Beschluss des Konzils von Polozk 1839 der orthodoxen Kirche bei. In den zwischenzeitlich zu Kongresspolen zählenden russischen Gouvernements von Siedlce und Lublin musste die Union 1875 aufgehoben werden; die Gläubigen wurden gezwungen, zur orthodoxen Kirche überzutreten.

### Galizien
Eine bessere Position hatte die unierte Kirche im österreichischen Teilungsgebiet der 1795 untergegangenen alten Rzeczpospolita, dem Königreich Galizien und Lodomerien. Hier bestand die Kirche unter der ukrainischen Bevölkerung fort, später auch in der Zeit der Zweiten Polnischen Republik (1918–1939). Sie wurde hier zu einer der Hauptstützen der ukrainischen Nationalbewegung.

### Ukrainische SSR
1944 wurde die unierte Kirche in Galizien nach dem Anschluss an die UdSSR verboten, die Kirchen und Klöster wurden der orthodoxen Kirche übereignet. Die meisten Priester, Mönche und Nonnen wurden verhaftet, einige ermordet.

### Ukraine und Belarus
1990 wurde die Ukrainische griechisch-katholische Kirche wieder offiziell zugelassen, 1991 entstand die Belarussische Griechisch-Katholische Kirche.

## Bewertungen
Papst Johannes Paul II. würdigte 1995 in einem apostolischen Schreiben anlässlich des 400. Jahrestages die Union von Brest und die griechisch-katholischen Kirchen.
Die orthodoxen Kirchen erkennen die Rechtmäßigkeit der Union von Brest bis heute nicht an und kritisieren deren Abspaltung von der orthodoxen Kirche.
Die Stiftung Pro Oriente bemüht sich seit Jahren um eine Vermittlung durch interkonfessionelle wissenschaftliche Publikationen und Angebote zur Begegnung.